# Raduha
Il Raduha con 2.062 m s.l.m. è una cima delle Alpi di Kamnik e della Savinja della sezione Alpi di Carinzia e di Slovenia.